# Anobothrus gracilis
Anobothrus gracilis är en ringmaskart som först beskrevs av Anders Johan Malmgren 1866.  Anobothrus gracilis ingår i släktet Anobothrus och familjen Ampharetidae. Arten är reproducerande i Sverige. Inga underarter finns listade i Catalogue of Life.